# Kagnogo
Kagnogo, o anche Kaniogo, è un comune rurale del Mali facente parte del circondario di Kangaba, nella regione di Koulikoro.